# New Model Army
New Model Army — британская рок-группа, образованная Джастином Салливаном (известным также как Slade the Leveller) в 1980 году в Брадфорде, Йоркшир, Англия. В начале своей карьеры группа, игравшая жёсткий, «металлизированный» постпанк с острополитическими текстами, была объявлена «новыми Clash» . И впоследствии, New Model Army (всегда считавшие себя общественной организацией, а не музыкальным ансамблем), не изменили своей бескомпромиссной позиции в отношениях с музыкальным бизнесом. Группа эволюционировала постепенно в культовый фолк-роковый коллектив, не утративший интереса к текущей политике.
Четыре альбома New Model Army входили в британский UK Singles Charts' Top 40; в списках синглов наибольший успех имел «No Rest» (#28, 1985).

## 1980—1989
New Model Army (заимствовавшие название у военной организации под предводительством Оливера Кромвеля) образовались в Брадфорде, графство Йоркшир, в 1980 году под предводительством поющего гитариста Слэйда-Уравнителя (Slade The Leveller, он же Джастин Салливан). Соавтором идеи можно считать его подругу, писательницу и поэтессу Джулз Денби (Joolz Denby), также начинавшую свой творческий путь на панк-сцене. Третьим к ним присоединился бас-гитарист Стюарт Морроу (Stuart Morrow), а первым постоянным ударником стал Роб Хитон (Robert Charles Heaton, родился 6 июля 1961 года в Кнутсфорде, Чешир, умер 4 ноября 2004 года), вскоре приступивший к активному сотрудничеству с Салливаном на авторском поприще. Джулз, ставшая менеджером группы, принимала участие в оформлении обложек и записывала бэкинг-вокал в студии. Первые два года группа непрерывно гастролировала по Йоркширу, постепенно набирая авторитет, не в последнюю очередь, среди музыкальных критиков.
Дебютный сингл Bittersweet обеспечил NMA в 1983 году контракт с лейблом Abstract, который тут же выпустил сверхполитизированный сингл Great Expectations, ставший инди-хитом и центральной вещью в дебютном альбоме Vengeance (1984). Такие вещи, как антицерковная Christian Militia  антивоенная Spirit of the Falklands и заглавный трек (о «чувствах вины», внушаемых рабочему классу), заставили прессу заговорить о Салливане — как о новом, в высшем степени образованном панкпоэте, о Морроу — как о басисте-виртуозе. После успеха в инди-чартах сингла The Price (в альбом не вошедшего) группой заинтересовалась компания EMI. В начале 1985 года группа дебютировала в официальном Top 20 с No Rest — первым из 12 синглов, здесь побывавших.
Успех второго альбома No Rest был омрачен уходом из состава Стюарта Морроу. Прежде чем найти ему постоянную замену (в лице 17-летнего Джейсона Харриса) Салливан и Хитон выпустили большей частью акустический Better Than Them EP, за которым последовал сингл Brave New World. Харрис дебютировал в записанном продюсером Глином Джонсом третьем альбоме The Ghost of Cain: здесь группа уже открыто заявила о своей причастности к фолк-движению. В числе музыкантов, принявших участие в записи, был Марк Фелтэм (гармоника).
Сингл 51st State (высмеявший британское подобострастие по отношению к США)  стал европейским хитом, танцевальный ремикс Poison Street имел успех в Британии, трек The Hunt, (первый в альбоме) позже был исполнен Sepultura. На коммерческий пик группа взошла с White Coats (позже включенным в New Model Army EP (1987). В том же году к группе ненадолго присоединился гитарист Рикки Уоррик (Ricky Warwick); вскоре, однако, он ушел, чтобы образовать The Almighty.

## 1989 —
Записанный продюсером Томом Даудом при участии скрипача Эда Аллена-Джонсона Thunder and Consolation (1989) считается их лучшим альбомом, но — только в среде, далекой от панка и «металла». В чартах один за другим оказались синглы — Green and Grey (также получивший восторженные отзывы в прессе), Stupid Questions и Vagabonds. Последовавшие затем гастроли группа провела с гитаристом Крисом Маклофлином (Chris McLaughlin), однако вскоре потеряла басиста Харриса, которого заменил Питер Нелсон (Peter Nelson, экс-Brotherhood of Lizards), который дебютировал в Impurity (1990), вместе с другим новичком, гитаристом Эдрианом Портасом (Adrian Portas).
После выхода двойного концертного альбома Raw Melody Men NMA перешли с EMI в Epic, выпустив здесь один альбом The Love of Hopeless Causes (1993) с синглом Here Comes the War, но в целом 90-е годы, несмотря на обилие перевыпусков и компиляций, провела в почти полном бездействии. Салливан и Джулз в это время выступали в перформанс-квартете Red Sky Coven, предлагая зрителям коллаж из музыки, поэзии, литературных и комедийных скетчей.
В 1998 году Салливан, Нелсон и Хитон реформировали New Model Army, пригласив в состав гитаристов-клавишников Дэйва Бломберга (Dave Blomberg) и Дина Уайта (Dean White), и выпустили Strange Brotherhood, альбом, в котором впервые прозвучали духовые и струнные.
В 2003 году Салливан выпустил сольный альбом Navigating By The Stars, в записи которого, помимо основных участников, приняли участие Майкл Дин (ударные), Дэнни Томпсон (контрабас), Мартин Фелтэм (гармоника).
Большой успех в Европе имела организованная The Arts Council/Yorkshire Museums & Galleries гастролирующая художественная выставка Джулз Денби под характерным названием «One Family, One Tribe — The art & Artifacts Of New Model Army».
Печальное известие о смерти Хитона в 2004 году не остановило группу: она продолжала гастролировать и выпустила студийные альбомы Carnival (2005) и High (2007).
Осенью 2009 записывается 11-й студийный альбом Today is a Good Day. В конце 2010 на четырех континентах проходили праздничные лайвы-концерты в честь 30-летия формирования группы. Тогда состоялись финальные концерты в Лондоне. За 2 вечера артисты отыграли 58 треков, а их запись вышла на дисках и DVD. В 2013 издается Between Dog and Wolf. Эта пластинка стала лучшей их работой за последние 20 лет. К 2014 выходит релиз Between Wine and Blood с неизданными и живыми композициями. В октябре на кинофестивале Raindance прошла премьера документального фильма Between Dog and Wolf: The New Model Army Story. К августу 2016 выпускается Winter, а в середине 2019 записывается From Here. 

## Дискография

### Студийные альбомы
- Vengeance — The Independent Story (1984)
- No Rest For the Wicked (1985)
- The Ghost Of Cain (1986)
- Thunder & Consolation (1989)
- Impurity (1990)
- The Love Of Hopeless Causes (1993)
- Strange Brotherhood (1998)
- Eight (2000)
- Carnival (2005)
- High (2007)
- Today is a Good Day (2009)
- Between Dog and Wolf (2013)
- Between Wine and Blood (2014)
- Winter (2016)
- From Here (2019)
- Unbroken (2024)

### Концертные альбомы
- Raw Melody Men (1991)
- BBC Radio One Live in Concert (1994)
- All of This — The «Live» Rarities (1999)
- … & Nobody Else (1999)
- Fuck Texas, Sing for Us (2008)

### Сборники
- Radio Sessions '83-'84 (1988)
- History — The Singles 85-91 (1992)
- B-Sides and Abandoned Tracks (1994)
- Small Town England (1997)
- New Model Army 3 x CD (2000)
- Lost Songs (2002)
- Great Expectations — The Singles Collection (2003)
- The Collection (2004)

### Трибьют-альбом
- Toasting Cain (2005)